# Silene portensis
Silene portensis är en nejlikväxtart. Silene portensis ingår i släktet glimmar, och familjen nejlikväxter. Arten har ej påträffats i Sverige.